# Esther Peris
Esther Peris es una deportista española que compitió en tenis de mesa adaptado y esquí alpino adaptado.

## Biografía
Originaria de Madrid, compite en varios deportes incluyendo esquí, tenis de mesa, natación y ciclismo de mano. Cuando Peris tenía 23 años, desarrolló un tumor medular que le provocó su paraplejía.  Requiere una silla de ruedas para uso diario. Tras desarrollar la enfermedad, dedicó esfuerzos para empoderizar a otras atletas con discapacidades.

## Tenis de mesa
Peris es jugadora de tenis de mesa adaptado y miembro de la Escuela de Tenis de Mesa Adaptado de la Fundación del Lesionado Medular. En 2012 compitió en el campeonato nacional de tenis de mesa de España.

## Esquí
Peris empezó a esquiar un año antes de sufrir la paraplejía. Tuvo poco tiempo para participar y nunca compitió en competiciones de esquí. En esquí alpino adaptado, Peris es una esquiadora sentada. Cuando esquía por sí misma en España, muchas estaciones requieren que sea acompañada por un monitor para supervisarla en las pistas. Esto y el equipamiento especializado hacen de la práctica del esquí muy caro.
Peris fue una de las integrantes originales del primer equipo femenino español de esquí adaptado, Fundación También, en España, habiendo formado parte del equipo desde 2007. Como miembro del equipo, ella esquía con Teresa Silva, Nathalie Carpanedo, Mariluz del Río, Sandra Cavallé, Irene Villa y Alberto Ávila. Uno de los objetivos del equipo fue desarrollar esquiadores para representar a España en los niveles más altos. El equipo Fundación También creó un equipo especial para esquiadores de élite, Equipo Santiveri, en 2007 con el apoyo de un patrocinador. Aquel equipo originalmente tuvo solo seis miembros de élite del cual ella era una. Ella y sus compañeros de equipo aspiraron a clasificarse para los Juegos Paralímpicos de Vancouver 2010.
En 2007, los campeonatos nacionales se abrieron por primera vez a esquiadoras sentadas y Peris fue una de las participantes en competir. Pasó una semana entrenando con el Fundación previamente a los campeonatos nacionales de España de 2009. En febrero de 2011 participó en un evento en Madrid para enseñar a esquiar a estudiantes con discapacidades en colegios de la zona. El acontecimiento estuvo organizado por Fundación También. En abril de 2011 compitió en el campeonato nacional de España en Andorra. En enero de 2013 participó en un campamento de formación de cinco días con Fundación También en Sierra Nevada.